# Kalamitsa
Kalamitsa (bulgariska: Каламица) är ett vattendrag i Bulgarien.   Det ligger i regionen Chaskovo, i den sydöstra delen av landet, 270 km öster om huvudstaden Sofia.
Trakten runt Kalamitsa består till största delen av jordbruksmark. Runt Kalamitsa är det glesbefolkat, med 15 invånare per kvadratkilometer.